# Cylindrepomus filiformis
Cylindrepomus filiformis là một loài bọ cánh cứng trong họ Cerambycidae.